# 旧宫地区
旧宫地区是中华人民共和国北京市大兴区下辖的一个地区办事处，同时保留旧宫镇名称，其行政事务机构实行“一套人马，两块牌子”的体制，地区办事处与镇政府合署办公，位于大兴区北部。

## 历史沿革
1913年属大兴县。1949年中华人民共和国建国后属北京市南苑区。1953年设旧宫乡。1958年改划归大兴县，属红星人民公社。1983年复设乡，1990年改为镇。1998年与南郊农场脱钩，直属大兴县政府管辖。

## 行政区划
旧宫地区下辖以下地区：
清逸园社区、清欣园社区、清和园社区、清乐园社区、红星楼社区、德茂社区、红星北里社区、宣颐家园社区、上林苑社区、德茂楼社区、绿洲家园社区、美然社区、灵秀山庄社区、清逸西园社区、佳和园社区、育龙家园社区、幻星家园社区、德林园社区、德茂佳苑社区、润星家园社区、云龙家园社区、成和园社区、美丽新世界社区、上筑家园社区、庑殿一村、庑殿二村、庑殿三村、南场一村、南场二村、有余庄村、吉庆庄村、万聚庄村、隆盛庄村、旧宫一村、旧宫二村、旧宫三村、旧宫四村、大有庄村、南街一村、南街二村、南街三村、南街四村和西广德庄村。